# Ковган Леоніла Миколаївна
Леоні́ла Микола́ївна Ко́вган (*1955) — український науковець в галузі радіаційного захисту, кандидат фізико-математичних наук (1987), доктор технічних наук (2005).

## Життєпис
Народилась 1955 року в місті Миргород. 1977-го закінчила Київський університет. Відтоді працювала в Інституті проблем онкології АН УРСР. Від 1986 року — у Національному науковому центрі радіаційної медицини НАМНУ; від 1988-го — завідувачка лабораторії радіологічного захисту.
1987 року захистила дисертацію кандидата фізико-математичних наук.
2005 року здобула вчений ступінь доктора технічних наук.
Наукові дослідження стосуються таких площин:
- моделювання перенесення радіонуклідів у довкіллі (з метою оцінювання доз внутрішнього опромінення населення України внаслідок споживання радіоактивно забруднених продуктів харчування — на різних фазах катастрофи на ЧАЕС)
- проблеми нормування у радіаційному захисті
- дозиметрична паспортизація населених пунктів України, розташованих на радіоактивно забруднених територіях.

Серед робіт:
- «A consistent radionuclide vector after the Chernobyl accident», 2002 (співавторка)
- «Комплекс еколого-дозиметричних моделей та узагальнені оцінки доз опромінення населення України в результаті Чорнобильської аварії» 2004 (співавторка)
- «Трирівнева система реконструкції доз опромінення щитоподібної залози населення України внаслідок Чорнобильської катастрофи», 2005 (співавторка)
- «Radiation dosimetry for highly contaminated Belarusian, Russian and Ukrainian populations, and for less contaminated populations in Europe», 2007 (співавторка)
- «Загальнодозиметрична паспортизація населених пунктів України та реконструкція індивідуалізованих доз суб'єктів Державного реєстру України осіб, які постраждали внаслідок Чорнобильської катастрофи», співавтори З. Н. Бойко, В. Б. Герасименко, І. Г. Губіна, О. М. Іванова, Г. І. Кортушин, І. Г. Кравченко, І. А. Ліхтарьов, О. Д. Марценюк, С. В. Масюк, С. О. Терещенко, М. І. Чепурний, 2016.